# Julia Dietze

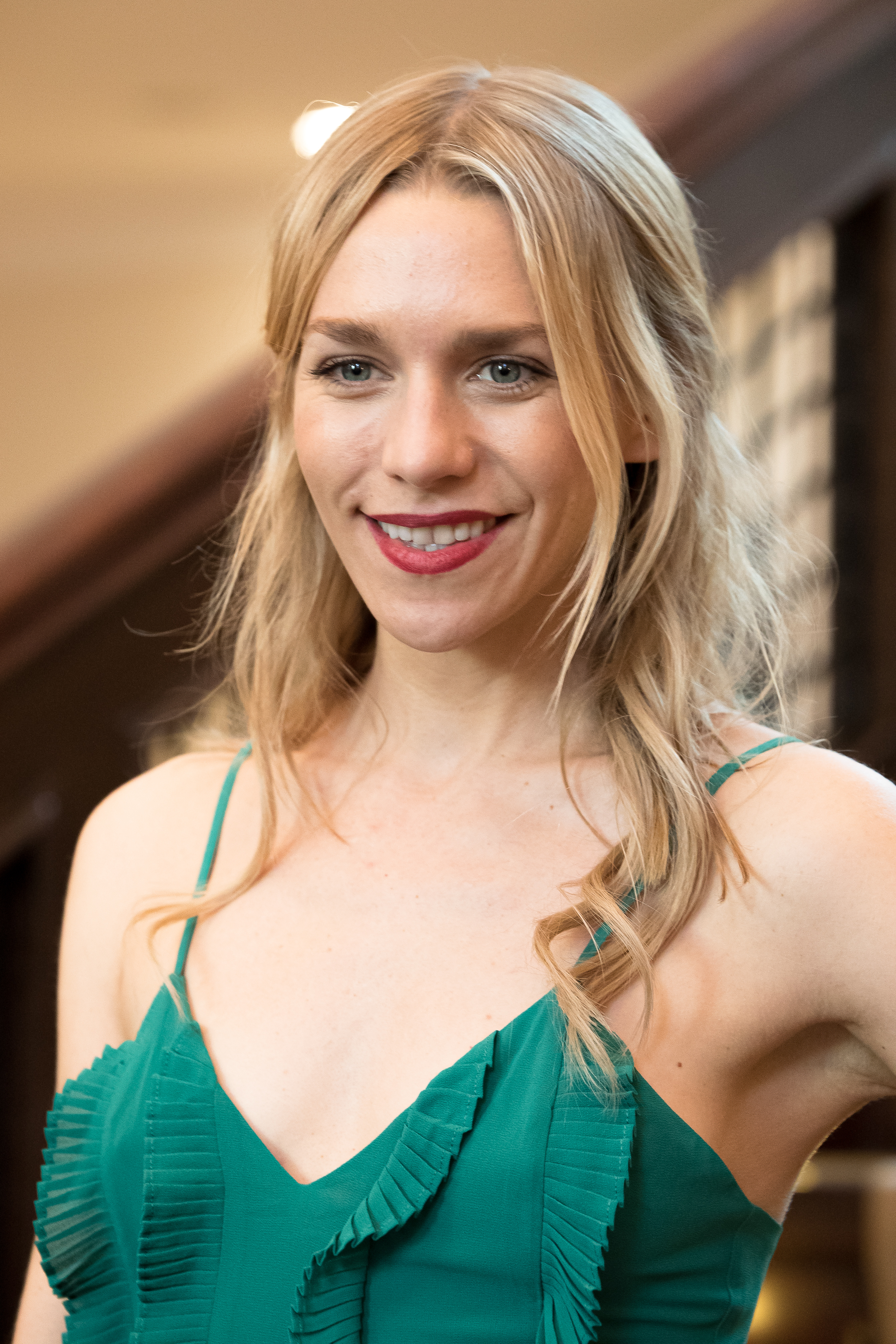
Julia Dietze, 2018

Julia Anna Dietze (* 9. Januar 1981 in Marseille) ist eine deutsche Schauspielerin.

## Leben
Julia Dietze ist die Tochter des deutschen Künstlers, Illustrators und Malers Mathias Dietze. Ihre Mutter stammt aus Marseille. Dietze wuchs mit ihren beiden jüngeren Schwestern in München auf und lebt derzeit in Berlin-Kreuzberg.
Ihre ersten Kinoerfahrungen sammelte sie mit den Filmen Soloalbum von Gregor Schnitzler, Fickende Fische von Almut Getto und Was nützt die Liebe in Gedanken von Achim von Borries, sowie bei einigen Fernsehfilmen wie Ghetto Kids, Echte Männer? und Die Stimmen. Ihre erste Fernsehhauptrolle spielte sie in Mädchen Nr. 1 unter der Regie von Stefan Holtz.
Während ihrer einjährigen Bühnentanzausbildung an der Iwanson-Schule und ihrer anschließenden Schauspielausbildung an der Bayerischen Theaterakademie August Everding bis 2004 stand sie für verschiedene Kurzfilme der HFF vor der Kamera. 2003/2004 drehte sie unter anderem die Kinofilme Erkan & Stefan in Der Tod kommt krass und Oktoberfest und stand für Das geheime Leben der Spielerfrauen in der Rolle der Désiré Fischer vor der Kamera.
2006 spielte Julia Dietze die Hauptrolle in der Verfilmung von Amelie Frieds Liebes Leid und Lust. Außerdem spielte sie in der Fernsehserie Die Sitte von Daniel Helfer, in der Krimireihe Ein starkes Team von Maris Pfeiffer und in der Fernsehproduktion Zwerg Nase – 4 Fäuste für ein Zauberkraut von Cyrill Boss und Philip Stennert. 2006 drehte sie Der Staatsanwalt von Peter F. Bringmann, Hund und Katz von Erwin Keusch, Lilly Schönauer – Umweg ins Glück von Heidi Kranz und Mit Herz und Handschellen von Thomas Nennstiel.

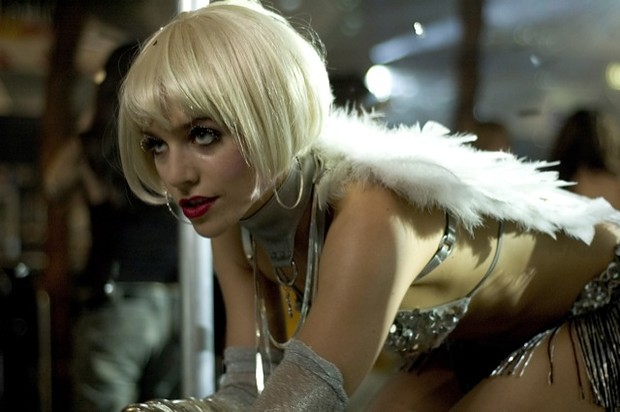
Julia Dietze im Film Little Paris, 2008

2008 war sie in einer Nebenrolle des Films Lauf um Dein Leben – Vom Junkie zum Ironman von Adnan G. Köse zu sehen. Sie spielt darin die Rolle der heroinsüchtigen Pia, die auf tragische Weise ums Leben kommt. In Robert Zimmermann wundert sich über die Liebe spielt sie unter der Regie von Leander Haußmann die Rolle der Exfreundin Lorna. In Miriam Dehnes Drama Little Paris verkörpert sie die Breakdancerin Silver, die als Stripperin ihr Geld verdient. Außerdem war sie in der weiblichen Hauptrolle des Films 1½ Ritter – Auf der Suche nach der hinreißenden Herzelinde zu sehen, bei dem Til Schweiger Regie führte. Darüber hinaus spielte sie die Verkäuferin im McDonald’s-Werbespot Ein Euro sowie im Werbespot von Gröbi und hatte eine Rolle in dem Musikvideo Amos – Bla Bla.
2012 war Dietze als Hauptdarstellerin in der Science-Fiction-Komödie Iron Sky des finnischen Independent-Regisseurs Timo Vuorensola zu sehen. Sie spielt darin eine Nazi-Offizierin, die von einem geheimen Stützpunkt auf dem Mond zur Erde zurückkehrt. Ab März 2018 war sie in der 11. Staffel der RTL-Show Let’s Dance zu sehen. Im Halbfinale musste sie durch Zuschauervotum ausscheiden.
Im Dezember 2021 sah Dietze laut ihren Aussagen in einem Interview für die US-Satiresendung The Daily Show am Rande einer Anti-Impf-Protestdemonstration in Südkalifornien in den deutschen Maßnahmen zur Bekämpfung der COVID-19-Pandemie Parallelen zur „Hitler-Zeit“. Sie sagte dem Interviewer Jordan Klepper unter anderem, die Impfvorschriften machten Deutschland zu einem Polizeistaat, und warnte vor Nachrichtensendungen im Fernsehen, da diese „Gehirnwäsche betreiben“ würden.

## Filmografie

### Filme
- 2002: Fickende Fische
- 2003: Lili (Kurzfilm)
- 2003: Soloalbum

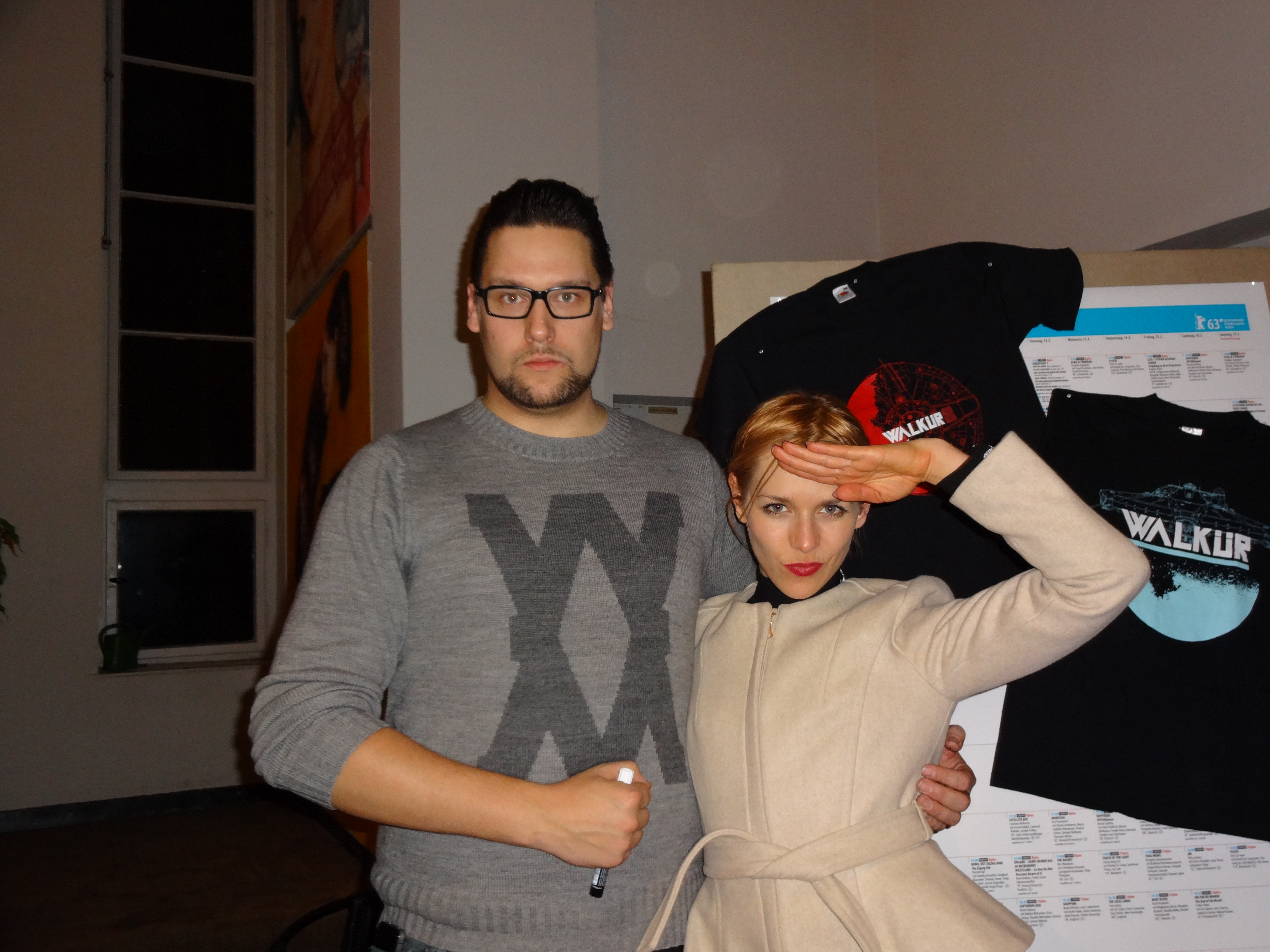
Julia Dietze mit Regisseur Timo Vuorensola bei der Präsentation der Director’s Cut Version von Iron Sky (2013)

- 2004: Was nützt die Liebe in Gedanken
- 2004: Pura Vida Ibiza
- 2005: Schwarze Erdbeeren
- 2005: Erkan & Stefan in Der Tod kommt krass
- 2006: Oktoberfest
- 2007: Ein Fall für KBBG
- 2008: Warum du schöne Augen hast
- 2008: Little Paris
- 2008: Lauf um Dein Leben – Vom Junkie zum Ironman
- 2008: Robert Zimmermann wundert sich über die Liebe
- 2008: 1½ Ritter – Auf der Suche nach der hinreißenden Herzelinde
- 2009: Lucky Fritz
- 2011: Berlin Angels
- 2011: Dating Lanzelot
- 2011: Zimmer 205
- 2012: Iron Sky
- 2012: Tim Sander goes to Hollywood
- 2012: Geisterfahrer
- 2013: Einmal Hans mit scharfer Soße
- 2013: Der große Schwindel
- 2014: Vergrabene Stimmen
- 2014: Bullet
- 2015: Halbe Brüder
- 2015: Nicht schon wieder Rudi!
- 2017: Montrak
- 2017: Fack ju Göhte 3
- 2018: Feierabendbier
- 2019: Iron Sky: The Coming Race
- 2019: Berlin, I Love You
- 2019: Smile

### Fernsehproduktionen
- 2002: Ghetto Kids
- 2003: Mädchen Nr. 1
- 2003: Die Stimmen
- 2003: Mein erster Freund, Mutter und ich
- 2003: Echte Männer?
- 2005: Das geheime Leben der Spielerfrauen (RTL-Vierteiler, als Désiré Fischer)
- 2006: Ein starkes Team – Zahn um Zahn (Fernsehserie)
- 2006: Liebes Leid und Lust
- 2006: Forsthaus Falkenau (Fernsehserie, drei Folgen)
- 2006: Zwerg Nase – 4 Fäuste für ein Zauberkraut
- 2006: Alarm für Cobra 11 – Die Autobahnpolizei (Fernsehserie, Folge Der Fahrer)
- 2007: Ein Fall für Zwei (Fernsehserie, Folge Tödliche Besessenheit)
- 2007: Schöne Aussicht
- 2007: Lilly Schönauer – Umweg ins Glück
- 2007: Der Staatsanwalt (Fernsehserie, Folge Glückskinder)
- 2008: Werther (ZDF Theaterkanal)
- 2009: Tatort – Architektur eines Todes
- 2009: Nachtschicht – Wir sind die Polizei
- 2010: SOKO Wismar (Fernsehserie, Folge Ein Stich ins Herz)
- 2011: SOKO Köln (Fernsehserie, Folge Durch fremde Fenster)
- 2012: Kreutzer kommt … ins Krankenhaus
- 2013: Stubbe – Von Fall zu Fall – Tödliche Bescherung
- 2014: SOKO Stuttgart (Fernsehserie, Folge Warte bis es dunkel ist)
- 2014: Frauenherzen
- 2014: Crossing Lines (Fernsehserie, Folge Undercover)
- 2015: Ein starkes Team – Tödliche Verführung
- 2015: Wilsberg (Fernsehserie, Folge Bauch, Beine, Po)
- 2016: Der Staatsanwalt (Fernsehserie, Folge Der Schein trügt)
- 2017: SOKO Wismar (Fernsehserie, Folge Herzschmerz)
- 2017: Alarm für Cobra 11 – Die Autobahnpolizei (Fernsehserie, Folge Geister der Vergangenheit)
- 2018: SOKO München (Fernsehserie, Folge Himmel, Hergott, Sacramento)
- 2018: Die Chefin (Fernsehserie, Folge Glück)
- 2018: SOKO Leipzig (Fernsehserie, Folge Zerbrochen)
- 2018–2019: Beck is back! (Fernsehserie)
- 2019: Weihnachten in Wien (Fernsehfilm)
- 2020: Inga Lindström – Feuer und Glas
- 2020: Frühling – Spuren der Vergangenheit
- 2020: Frühling – Keine Angst vorm Leben
- 2021: Das Traumschiff – Seychellen
- 2021: Der Ranger – Paradies Heimat: Sturm
- 2021: Blutige Anfänger